# Wladimir Rosenbaum
Wladimir Rosenbaum  (* 10. Dezember 1894 in Minsk; † 24. September 1984 in Ascona) war ein Schweizer Anwalt, Antiquar und Kunsthändler russisch-jüdischer Herkunft.

## Leben
Wladimir Rosenbaum war der Sohn eines jüdischen Rechtsanwalts und Duma-Abgeordneten. Zum Schutz vor Pogromen in Russland brachte der Vater ihn 1902 in die Schweiz. Seit 1903 lebte er zunächst mit seiner Mutter in Genf. Nach der Internatsschule in Glarisegg (wo er Mitschüler von Friedrich Glauser war), studierte er an der Universität Bern Rechtswissenschaft. Er wurde später in Zürich eingebürgert und war von 1917 bis 1940 mit der Konzertpianistin Aline Valangin verheiratet, mit der er in Zürich einen Salon betrieb, wobei er enge Verbindungen zur künstlerischen Avantgarde pflegte, unter anderen waren Hans Arp und Max Ernst, Ignazio Silone und Ernst Toller, Elias Canetti, Thomas Mann, Hermann Hesse und Martin Buber ihre Gäste. Er arbeitete beim Lebensmittelamt und erwarb sich das Anwaltspatent.
Er hatte auch Kontakt zu C. G. Jung und zur Psychoanalyse, war befreundet mit Vertretern des Dadaismus in Zürich, machte gleichzeitig Karriere als Strafverteidiger und engagierte sich gegen Nationalsozialismus und Antisemitismus. 1929 erwarben er und seine Ehefrau die Casa Barca in Comologno im Onsernonetal, die zu einem Treffpunkt von verfolgten Künstlern wurde, darunter Kurt Tucholsky, Ignazio Silone, Elias Canetti, Max Bill, Meret Oppenheim und Max Ernst.
1936 erfolgten Waffentransaktionen für den spanischen Bürgerkrieg über Rosenbaums Anwaltskanzlei, weswegen er 1937 in der Schweiz verhaftet wurde und sein Anwaltspatent verlor. 1938 verurteilte ihn das Bundesgericht zu einer viermonatigen Gefängnisstrafe. 

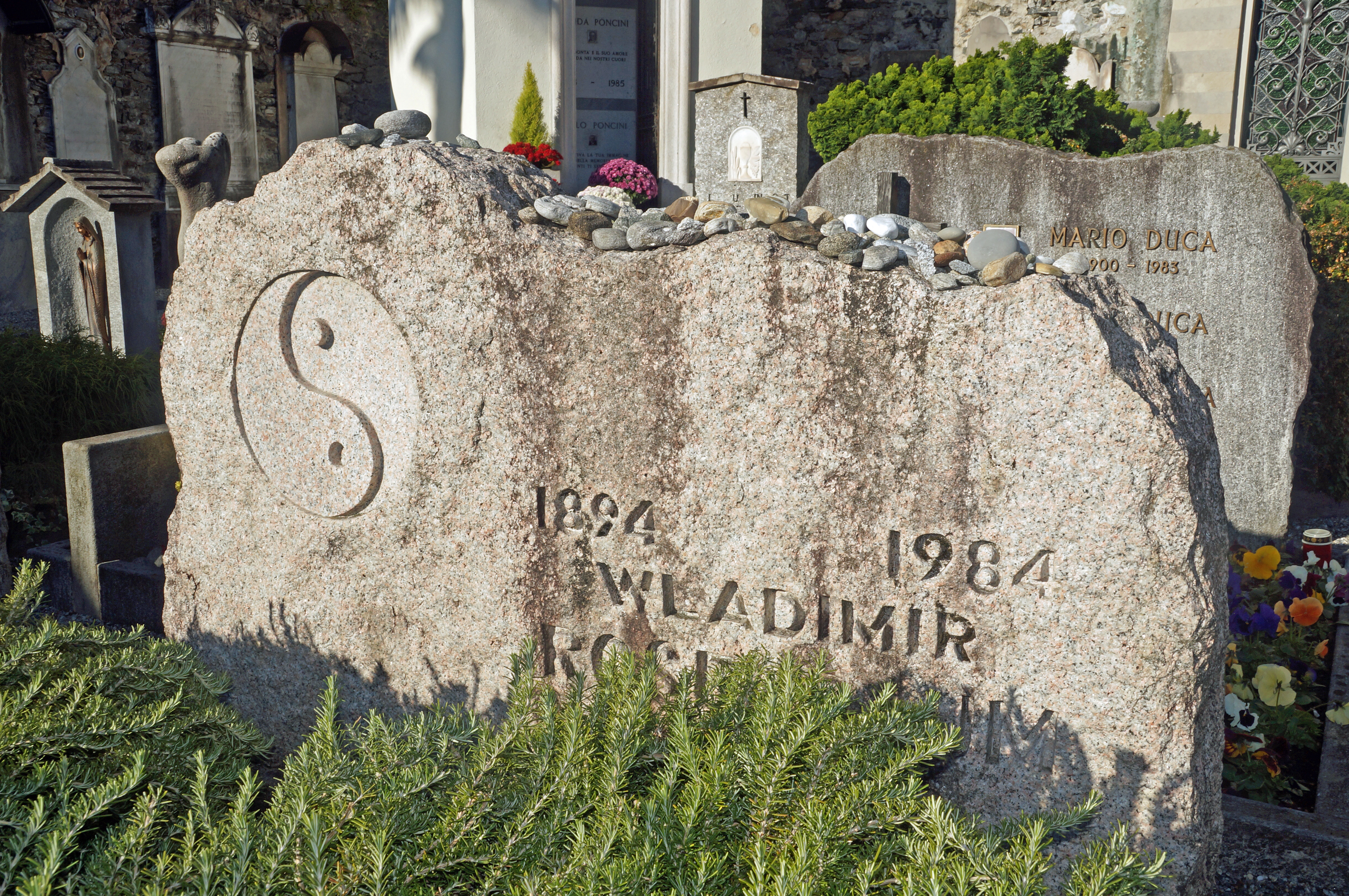
Grab Wladimir Rosenbaums auf dem Friedhof von Ascona

Nach seiner Freilassung zogen er und seine Frau nach Ascona, wo er bis 1984 als Antiquar und Kunsthändler in der Casa Serodine lebte und sich eine neue Existenz aufbaute. 1939 hielt er die Rede zur Eröffnung des Werkmuseums der Expressionistin Marianne von Werefkin, der heutigen Fondazione Marianne Werefkin. Er war in zweiter Ehe mit der Schweizer Fotografin und Schriftstellerin Anne Valenti-de Montet (1912–2009) verheiratet und in dritter Ehe seit 1957 mit der Bibliothekarin und Schauspielerin Sybille Kroeber (1915–1997). Die Asconeser wählten ihn zu ihrem Ehrenbürger.